# Klimavičy
Klimavičy (in bielorusso Клiмавiчы?) è un comune della Bielorussia, situato nella regione di Mahilëŭ.